# بروتوكول التخزين المؤقت
بروتوكول التخزين المؤقت (بالإنجليزية: Protocol Buffers)‏ اختصارًا (Protobuf) هي تنسيق بيانات حُر، ومفتوح المصدر يعمل على عدة منصات يُستخدم في إجراء تسلسل للبيانات المهيكلة. يفيد في تطوير البرامج للتواصل مع بعضها البعض عبر شبكة أو لتخزين البيانات. تتضمن الطريقة لغة وصف الواجهة التي تصف بنية بعض البيانات والبرنامج الذي يولد شفرة المصدر من هذا الوصف لتوليد أو تحليل دفق البايت الذي يمثل البيانات المهيكلة.

## ملخص
طورت Google Protocol Buffers للاستخدام الداخلي وقدمت منشئ رمز للغات متعددة بموجب ترخيص مفتوح المصدر (انظر أدناه).
أكدت أهداف تصميم بروتوكول التخزين المؤقت على البساطة والأداء. على وجه الخصوص، تم تصميمه ليكون أصغر وأسرع من XML . تُستخدم بروتوكول التخزين المؤقت على نطاق واسع في Google لتخزين وتبادل جميع أنواع المعلومات المنظمة. تعمل هذه الطريقة كأساس لنظام استدعاء إجراء بعيد مخصص (RPC) يتم استخدامه تقريبًا لجميع الاتصالات بين الأجهزة في Google.
تشبه بروتوكول التخزين المؤقت المؤقتة Apache Thrift (التي يستخدمها Facebook ، وEvernote)، أو Ion (التي أنشأتها Amazon)، أو بروتوكولات Microsoft Bond ، وتقدم أيضًا حزمة بروتوكول RPC ملموسة لاستخدامها في خدمات محددة تسمى gRPC .
يتم وصف هياكل البيانات والخدمات في ملف تعريف .proto (.proto) ويتم تجميعها باستخدام protoc . ينشئ هذا التجميع رمزًا يمكن استدعاؤه بواسطة مرسل أو متلقي هياكل البيانات هذه. على سبيل المثال، يتم إنشاء example.pb.cc و example.pb.h example.proto . يعرّفون فئات ++C لكل رسالة وخدمة في example.proto .
من الناحية القانونية، يتم تسلسل الرسائل إلى تنسيق سلكي ثنائي يكون مضغوطًا ومتوافقًا مع الأمام والخلف، ولكنه لا يصف نفسه (أي، لا توجد طريقة لمعرفة الأسماء أو المعنى أو أنواع البيانات الكاملة للحقول بدون مواصفات خارجية). لا توجد طريقة محددة لتضمين أو الإشارة إلى مثل هذه المواصفات الخارجية (المخطط) داخل ملف Protocol Buffers. يشتمل التطبيق المدعوم رسميًا على تنسيق تسلسل ASCII ،  ولكن هذا التنسيق - على الرغم من أنه يصف ذاتيًا - يفقد سلوك التوافق الأمامي والخلفي، وبالتالي لا يعد اختيارًا جيدًا للتطبيقات بخلاف التصحيح.
على الرغم من أن الغرض الأساسي للمخازن المؤقتة للبروتوكول هو تسهيل الاتصال بالشبكة، إلا أن بساطتها وسرعتها تجعل من المخازن المؤقتة للبروتوكول بديلاً لفئات وهياكل ++C المتمحورة حول البيانات، خاصةً حيث قد تكون هناك حاجة للتشغيل البيني مع لغات أو أنظمة أخرى في المستقبل.

## مثال
مخطط لاستخدام معين للمخازن المؤقتة للبروتوكول يربط أنواع البيانات بأسماء الحقول، باستخدام الأعداد الصحيحة لتحديد كل حقل. تحتوي بيانات المخزن المؤقت للبروتوكول على الأرقام فقط، وليس أسماء الحقول، مما يوفر بعض توفير عرض النطاق الترددي / التخزين مقارنة بالأنظمة التي تتضمن أسماء الحقول في البيانات. 
```
//polyline.proto

syntax
 
=
 
"proto2"
;

message
 
Point
 
{

  
required
 
int32
 
x
 
=
 
1
;

  
required
 
int32
 
y
 
=
 
2
;

  
optional
 
string
 
label
 
=
 
3
;

}

message
 
Line
 
{

  
required
 
Point
 
start
 
=
 
1
;

  
required
 
Point
 
end
 
=
 
2
;

  
optional
 
string
 
label
 
=
 
3
;

}

message
 
Polyline
 
{

  
repeated
 
Point
 
point
 
=
 
1
;

  
optional
 
string
 
label
 
=
 
2
;

}

```

تحدد رسالة «النقطة» عنصري بيانات إلزاميين، x و y . تسمية عنصر البيانات اختيارية. كل عنصر بيانات له علامة. يتم تحديد العلامة بعد علامة التساوي. على سبيل المثال، x لديه العلامة 1.
توضح الرسائل "Line" و "Polyline"، اللتان تستخدمان Point ، كيفية عمل التركيب في بروتوكول التخزين المؤقت. يحتوي Polyline على حقل متكرر يتصرف مثل المتجه.
يمكن بعد ذلك تجميع هذا المخطط لاستخدامه من قبل لغة برمجة واحدة أو أكثر. توفر Google protoc يسمى protoc والذي يمكنه إنتاج مخرجات لـ ++C أو Java أو Python. تتوفر برامج التحويل البرمجي للمخططات الأخرى من مصادر أخرى لإنشاء مخرجات تعتمد على اللغة لأكثر من 20 لغة أخرى.

على سبيل المثال، بعد إنتاج إصدار ++ C من مخطط المخزن المؤقت للبروتوكول أعلاه، يمكن لملف شفرة المصدر C ++ ، polyline.cpp ، استخدام كائنات الرسالة على النحو التالي:
```
// polyline.cpp

#include
 
"polyline.pb.h"
 // generated by calling "protoc polyline.proto"

Line
*
 
createNewLine
(
const
 
std
::
string
&
 
name
)
 
{

  
// create a line from (10, 20) to (30, 40)

  
Line
*
 
line
 
=
 
new
 
Line
;

  
line
->
mutable_start
()
->
set_x
(
10
);

  
line
->
mutable_start
()
->
set_y
(
20
);

  
line
->
mutable_end
()
->
set_x
(
30
);

  
line
->
mutable_end
()
->
set_y
(
40
);

  
line
->
set_label
(
name
);

  
return
 
line
;

}

Polyline
*
 
createNewPolyline
()
 
{

  
// create a polyline with points at (10,10) and (20,20)

  
Polyline
*
 
polyline
 
=
 
new
 
Polyline
;

  
Point
*
 
point1
 
=
 
polyline
->
add_point
();

  
point1
->
set_x
(
10
);

  
point1
->
set_y
(
10
);

  
Point
*
 
point2
 
=
 
polyline
->
add_point
();

  
point2
->
set_x
(
20
);

  
point2
->
set_y
(
20
);

  
return
 
polyline
;

}

```

## اللغات البرمجية المدعومة
يوفر Protobuf 2.0 مولد أكواد لـ ++C وJava و#C و  وPython .
يوفر Protobuf 3.0 مولد أكواد لـ ++ C ، وJava (بما في ذلك JavaNano ، وهي لغة مخصصة للبيئات منخفضة الموارد)، وPython ، وGo ، وRuby ، وObjective-C ، و#C . كما أنه يدعم JavaScript منذ 3.0.0-beta-2.
تتوفر تطبيقات الطرف الثالث أيضًا لـ Ballerina ،  C ،  C ++ ،  Dart ، Elixir ،  Erlang ،  Haskell ،  JavaScript ،  Perl ، PHP ، R ،  رست،  سكالا، سويفت،  جوليا  ونيم.

## روابط خارجية
- Official documentation at developers.google.com
- protobuf على غيت هاب